# 恐龍危機
《恐龍危機》是由卡普空开发的第三人称冒险游戏，《恐龙危机》使用了全新的3D的系统引擎，风格上与《生化危机》非常相似。

## 系統
本作由生化危機系列的系統開發而來，遊戲以3D模式進行，在行走過程中視角也會隨之改變改善死角問題。從場景中有不少《生化危機》的影子，如出现多处血迹与尸体，在氣氛、懸疑上製作得非常类似，可以說是《生化危機》的恐龍版，其發售日與《生化危機3》接近（《恐龍危機》在《生化危機3》之前發售）。本作的故事以單向發展，操作與生化危機相似，但不同的是，《恐龍危機》以逃亡為主。能與恐龍戰鬥的機會有限，而且由於槍枝威力相較於恐龍的殺傷力和生命力而言顯得不足，戰鬥上不宜與恐龍硬碰。本作共有三種不同結局，結局是視最後的分歧選擇而定，雖然各結局內容不同，但都看過的話就能找出彼此的關連性而瞭解全貌。

## 登場人物
- 蕾吉娜（/ ）（配音員：Stephanie Morgeniern）

玩家所操作的主角。23歲，身高175cm，為政府直屬的非正規情報機關「S.O.R.T(Secret Operation Raid Team)」的一名菁英特務，雖為女性但身體能力很高，也是潛入作戰的專家，曾完成過許多任務。在隊中的資歷似乎不算深，其過去經歷一切不明，名字也是任務用的代稱而非真名。性格冷靜沉著理性，有著很堅定的自我信念，無論遇上各種絕境都能迎刃而解。也精通於運用與改造各式武器。 蕾吉娜是被S.O.R.T選入派遣參與「逮捕卡克博士行動」的四名成員之一，在該行動中曾多次與恐龍進行遭遇戰，經歷數次與各種恐龍的生死搏鬥仍成功達成抓回卡克博士的任務，並在最終成功阻止了暴龍。
蕾吉娜使用的武器以手枪為主，兩作皆是以手槍作為她在遊戲中的初期武器，一代是Glock34，還有使用PA-3霰彈槍以及HK 69榴彈發射器，同作中手槍有外掛準星以及改裝成Glock35的套件，霰彈槍有外掛槍托以及改裝成SPAS-12的套件，榴彈發射器亦有透過套件而自行改裝的版本。
- 蓋爾（/ ）（配音員：Richard Yearwood）

38歲，身高182cm，「S.O.R.T」所屬的一名菁英特務，本次行動的指揮官。是能將各種不可能情況化為可能的傳奇人物。性格異常冷酷，總是以任務的完成為最優先考量，有著不惜犧牲隊友也要成功完成任務的覺悟。遊戲中的分歧選擇贊同他的方案會較快速但較危險。攜帶武器為裝上紅點鏡的M4A1卡賓槍。
- 里克（/ ）（配音員：Alex Karzis）

25歲，身高173cm，也是所屬於「S.O.R.T」的成員，因為多才多藝的技能而被選中參與本次行動，是第一次參加實戰。尤其是電腦駭客的能力更是一絕。為人重感情，認為同伴的性命比任務都更重要，因此常與蓋爾起衝突。遊戲中的分歧選擇贊同他的方案會較慢但較安全。攜帶武器為FN FAL戰鬥步槍（歐洲版改為HK G3戰鬥步槍）。
- 艾德華.卡克（/ ）（配音員：Adrian Truss）

34歲，身高176cm，天才科學家，本次任務要尋找的對象，也是事件的造成者。正在研究開發繼石油與原子能以外的「第三能源」。是個自我中心主義者，為了研究可以不擇手段。
- 湯姆（/ ）（配音員：Bino Tautorrez）

「S.O.R.T」的成員之一，已先行臥底於研究設施裡面，後來會死亡，死因會隨著選擇的分歧而略有變化。
- 庫柏（/ ）（配音員：Robert Tinkler）

「S.O.R.T」的成員之一，在空降的時候失誤降落入叢林，遭暴龍吞噬而死亡。遊戲結局是表示在任務中失蹤。

## 登場恐龍
- 迅猛龍
遊戲中最常出現的敵人，會以快速奔跑追逐蕾吉娜，主要是使用咬進行攻擊，被其咬住的話將會造成出血。有時會甩動尾巴進行攻擊，被擊中可能會使裝備武器掉落。遊戲後期會出現外觀顏色不同的同種，比較難對付，攻擊方式也比較多變化。

- 細顎龍
體型極小，任何攻擊皆能一擊將其擊倒，在遊戲中只有少數地方會以群體出現。其攻擊能力很弱，而其攻擊也無法造成蕾吉娜死亡。

- 無齒翼龍
因為遊戲中室外場景很少，故只有少數幾個地方有出現，會以鉤爪對蕾吉娜進行滑翔攻擊。若是背部被擊中的話蕾吉娜會摔倒，此時蕾吉娜就會被其勾起帶往半空中並摔到地上。雖是攻擊力不強亦相對不耐打的敵人，但因其會飛故不好對付。也是本作唯一一種打倒過仍會在同場景再次出現的敵人。

- 鐮刀龙
遊戲後期開始出現的敵人，是遊戲裡敵人當中攻擊力最高亦最耐打的，移動速度較慢。主要以手部的爪子對蕾吉娜進行攻擊，而蕾吉娜被其爪子抓住的話則會被咬住刁在嘴上後並被丟出去摔在地上，也會造成出血。而如果蕾吉娜受其攻擊而摔倒在地的話，鐮刀龍將會直接往蕾吉娜身上一踩，一擊就會直接使蕾吉娜死亡。雖然鐮刀龍在本作的表現很兇猛，但現實上的考證發現鐮刀龍其實是草食性動物。

- 暴龍
可以說是遊戲中唯一的「頭目」角色，在遊戲中是打不倒的敵人，遊戲流程蕾吉娜一共會與其交手四次，遊戲中與暴龍的戰鬥，必須是暴龍受到一定程度的攻擊傷害或是撐過一定時間後方能結束纏鬥。與暴龍最後一次戰鬥的地點以及暴龍最後的下場則是隨選擇結局分歧的不同而有異。遊戲中暴龍的行動模式單純並沒有很多變化，而其攻擊很可能直接把蕾吉娜給吃掉。

## 製作
由于制作人着眼于改造《生化危机》，所以没有对恐龙的习性作深入的研究，只是将丧屍变成恐龙而已。以肉食动物的习性来说，假如人被肉食恐龙杀死后，有两种可能：一是引来更多恐龙来进食，尸体很快被吃得干干净净而只剩一副骨架；二是恐龙会将尸体带回巢穴哺育幼儿，而不会留下有完整尸体的场面，最多只会是一些肢体或骨架。

## 外部連結
- 官方網站－卡普空官方網頁（日語）
- 五週年紀念合輯官方網站－卡普空官方網頁（日語）